# St.-Stephans-Kapelle (Asselheim)
Die St.-Stephans-Kapelle oder auch St. Stephan im Feld war die erste Kirche in Asselheim und befand sich auf dem alten Friedhof oberhalb des Dorfes nach Norden gelegen.

## Geschichte
Die St.-Stephans-Kapelle gehörte dem Kloster „St. Maria im Rosendale“, welches sich 1241 als Zisterzienserinnenkloster im Ort Rosenthal (heute ein Ortsteil von Kerzenheim) gründete. Man geht davon aus, dass die Kapelle kurz nach Gründung des Klosters errichtet wurde oder vorher schon bestand.
 Warum sie nicht im Ort lag, darüber geben die geschichtlichen Quellen keine Auskunft. Vielleicht wurde die Kirche in frühchristlicher Zeit an Stelle eines heidnischen Heiligtums zu Ehren des Märtyrers Sankt Stephan errichtet.
Diese Kapelle spielt viele Jahrhunderte lang eine besondere Rolle für das Dorf und war sozusagen der religiöse Mittelpunkt. Zumindest hat ab 1250 ein vom Kloster bestellter Geistlicher die Seelsorge ausgeübt.
Ab 1261 bestimmt der Wormser Bischof Eberhard dessen Einkünfte. Danach hat er den zur Kirche gehörenden Zehnten zu beanspruchen. Die St. Stephanskapelle muss im Zusammenhang mit dem Asselheimer Frauenhof gesehen werden, ein klostereigener, selbst bewirtschafteter Hof, welcher mit der Kapelle eine wichtige Rolle im dörflichen Leben spielte. Der Hof existiert heute noch, es ist das Anwesen Langgase/Ecke Auweg. 
Eine weitere Bedeutung der Zugehörigkeit von St. Stephanskapelle und Nonnenhof zum Kloster lag für die Menschen der damaligen Zeit darin, dass der Ort viele Jahrhunderte Gerichtsort war.
Die Kapelle wurde um 1819 abgerissen. Der Kirchenpatron St. Stephan blieb bis ins 20. Jahrhundert hinein auf dem Asselheimer Ortssiegel und im früheren Ortswappen erhalten. Eine Weinlage in der Ortsgemarkung trägt bis heute seinen Namen.   